# Helixanthera scoriarum
Helixanthera scoriarum är en tvåhjärtbladig växtart som först beskrevs av William Wright Smith, och fick sitt nu gällande namn av Danser. Helixanthera scoriarum ingår i släktet Helixanthera och familjen Loranthaceae. Inga underarter finns listade i Catalogue of Life.